# Kanton Bain-de-Bretagne
Bain-de-Bretagne is een kanton van het Franse departement Ille-et-Vilaine. Het kanton maakt deel uit van het arrondissement Redon.

## Gemeenten
Het kanton Bain-de-Bretagne omvatte tot 2014 de volgende 9 gemeenten:
- Bain-de-Bretagne (hoofdplaats)
- Crevin
- Ercé-en-Lamée
- Messac
- La Noë-Blanche
- Pancé
- Pléchâtel
- Poligné
- Teillay

Bij de herindeling van de kantons door het decreet van 18 februari 2014, met uitwerking op 22 maart 2015 werd de gemeente Messac overgedragen aan het kanton Redon en werden volgende 12 gemeenten aan het kanton toegevoegd:
- La Bosse-de-Bretagne
- Chanteloup
- La Couyère
- La Dominelais
- Grand-Fougeray
- Lalleu
- Le Petit-Fougeray
- Saint-Sulpice-des-Landes
- Sainte-Anne-sur-Vilaine
- Saulnières
- Le Sel-de-Bretagne
- Tresbœuf